# Gnien
Gnien este o arie protejată (arie de protecție specială avifaunistică — SPA) din Suedia întinsă pe o suprafață de 236,7 ha, integral pe uscat.

## Localizare
Centrul sitului Gnien este situat la coordonatele 59°45′00″N 16°11′41″E / 59.7501°N 16.1947°E.

## Înființare
Situl Gnien a fost declarat arie de protecție specială avifaunistică în decembrie 1996 pentru a proteja 10 specii de animale.

## Biodiversitate
Situată în ecoregiunea boreală, aria protejată nu include niciun habitat protejat.
La baza desemnării sitului se află mai multe specii protejate de  păsări (10): chirighiță neagră (Chlidonias niger), cristeiul de câmp (Crex crex), lebădă de iarnă (Cygnus cygnus), muscar (Ficedula parva), cocor (Grus grus), sfrâncioc roșiatic (Lanius collurio), vultur pescar (Pandion haliaetus), viespar (Pernis apivorus), cresteț pestriț (Porzana porzana), chiră de baltă (Sterna hirundo).